# ORA Haomao

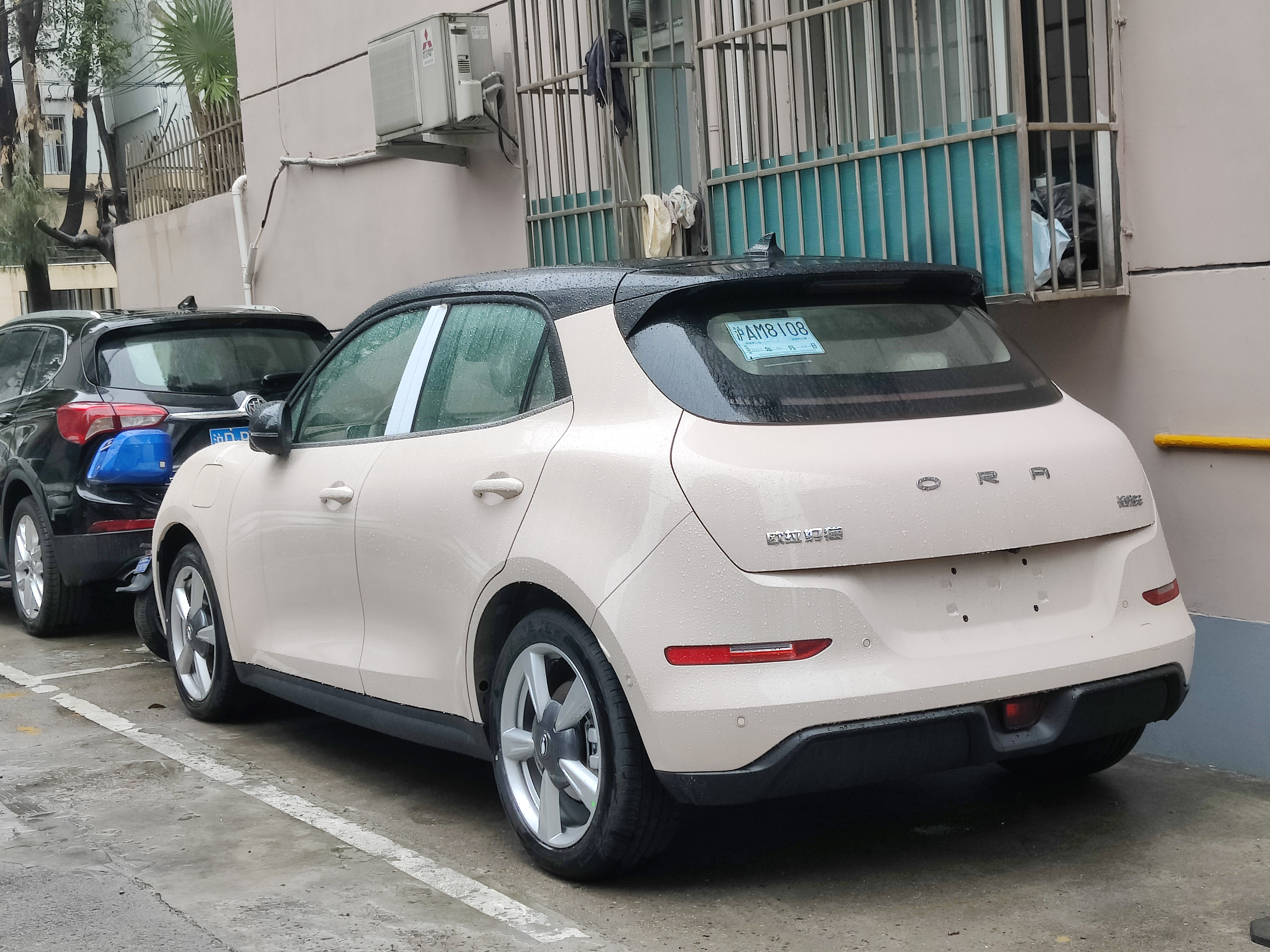
ORA Haomao, вид сзади

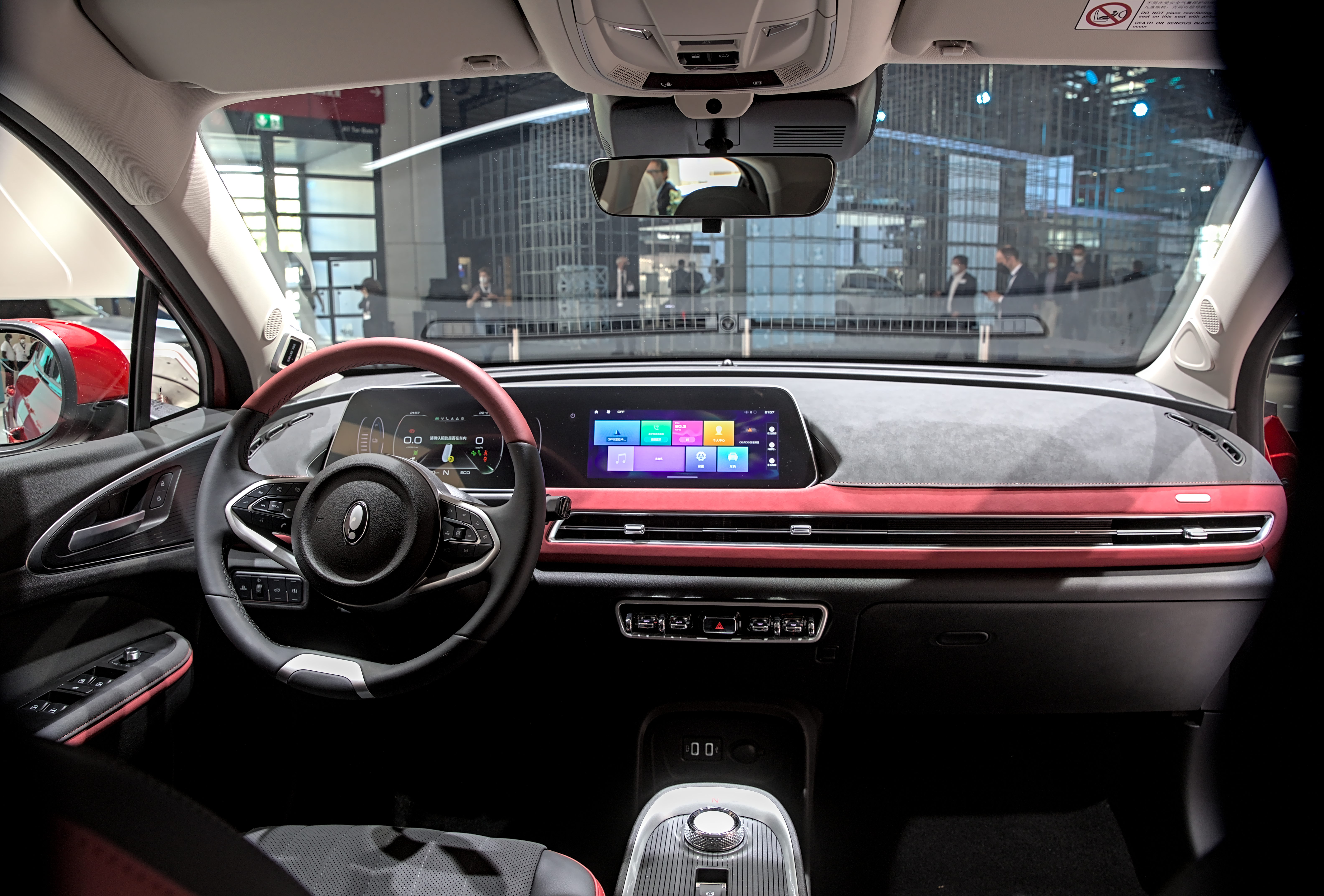
ORA Haomao, интерьер

ОRА Haomao — компактный электромобиль, выпускаемый с 2020 года компанией ORA — брендом электромобилей компании Great Wall Motors. В октябре 2023 года модель начали официально продавать в России под названием Ora 03.

## История
Модель была представлена в июле 2020 года на автосалоне в Гуанчжоу как Ora ES11. Позже в соответствии с политикой компании по именованию моделей вместо буквенно-индексного именами собственными получила название Haomao — в переводе с китайского (好猫) — «хорошая кошка».
Продажи начаты в сентябре 2020 года. Автомобиль предназначен только для домашнего рынка Китая, также с 2021 года продаётся в Таиланде.
Цена автомобиля варьируется в пределах 103 900—160 900 юаней (1,17-1,81 млн рублей по актуальному курсу).

### На рынке России
В октябре 2023 года модель официально поступила в продажу в России под названием Ora 03.

## Дизайн
Дизайн выполнен в ретро-эстетике с характерными округлыми пропорциями и широко расставленными фарами. При этом дизайн заметно напоминает стилистику Porsche, что объясняется тем, что за внешний вид модели отвечал экс-дизайнер Porsche Эммануэль Дерта (Emanoel Derta).
Благодаря «круглому» дизайну модели для бренда ORA эта четвёртая его модель электромобиля стала своего рода прорывом в области аэродинамики (что очень важно для электромобиля): коэффициент лобового сопротивления — 0,289.

## Технические данные
Габариты: длина — 4235 мм, ширина — 1825 мм, высота — 1596 мм, колёсная база — 2650 мм.
Электрическая система развивает общую мощность 105 кВт/143 л. с., крутящий момент 210 Н⋅м. Время разгона с 0 до 50 км/ч — 3,8 секунды.
Два варианта батарей: 47,8 кВт⋅ч и 59,1 кВт⋅ч с запасом хода по стандарту NEDC — 400 и 501 км соответственно.
Привод — только на передние колёса.